# Modificador de acesso
Em programação orientada a objetos, modificador de acesso, também chamado de visão de método ou ainda visão de atributo, é a palavra-chave que define um atributo, método ou classe como público (ou public, qualquer classe pode ter acesso), privado (ou private, apenas os métodos da própria classe pode manipular o atributo) ou protegido (ou protected, pode ser acessado apenas pela própria classe ou pelas suas subclasses).
Geralmente, utiliza-se modificadores de acesso para privar os atributos do acesso direto (tornando-os privados) e implementa-se métodos públicos que acessam e alteram os atributos. Tal prática pode ser chamada de encapsulamento.
Métodos privados geralmente são usados apenas por outros métodos que são públicos (e que podem ser chamados a partir de outro objeto) da mesma classe a fim de não repetir código em mais de um método.